# Andrea Patassa
Andrea Patassa (né en 1991 en Italie) est un astronaute de réserve italien de l'Agence spatiale européenne,.